# Цейтлин, Семён Маркович
Семён Маркович Цейтлин (8 февраля 1920, Сухиничи, Калужская губерния — 29 ноября 1996, Москва) — советский учёный-геолог, доктор геолого-минералогических наук (1980). Специалист в области геологии, стратиграфии, палеогеографии и геоархеологии четвертичного геологического периода.

## Биография
Родился 8 февраля 1920 года в городе Сухиничи, Калужская губерния, в семье аптекаря Марка Яковлевича Цейтлина, родом из города Почеп (Черниговская губерния).

### Образование
В 1937—1941 годах учился на почвенно-географическом факультете МГУ.
В 1941—1942 годах продолжил образование в Иркутском государственном университете.
В 1958—1961 годах обучался в аспирантуре ГИН АН СССР и работал в отделе четвертичной геологии.

### Работа геологом
В 1941—1946 годах работал в тресте «Золоторазведка», вёл поиски золота на северном Забайкалье и на Амуре. Участвовал в определении алмазоносности в Восточной Сибири и в открытии кимберлитов на Алданском щите. Был на должностях коллектор, прораб-геолог, начальник партии. Работал также в институте «Гинзолото», тресте «Амурзолото».
В 1946—1947 годах преподавал в московской школе № 518.
В 1947—1958 годах — начальник партии, старший геолог Треста № 2 Министерства геологии СССР. C 1948 года участвовал в совместных экспедициях с Геологическим институтом (ГИН АН СССР).
В 1958—1981 годах работал в Лаборатории геологии и истории четвертичного периода ГИН АН СССР: аспирант, младший, старший научный сотрудник.
- 1962 — кандидатская диссертация по теме «Сопоставление четвертичных отложений ледниковой и внеледниковой зон Центральной Сибири: бассейн реки Нижней Тунгуски», научный руководитель В. И. Громов.
- 1980 — докторская диссертация по теме «Геология палеолита Северной Азии».

В 1980—1982 годах был членом оргкомитета 11 Международного конгресса INQUA в Москве (1982).
В 1985—1986 годах сотрудничал с Лабораторией истории геологии ГИН АН СССР.
Изучал также археологию палеолита Сибири, разработал методику определения геологического возраста культурных горизонтов древних поселений и стоянок.
Один из организаторов Всесоюзной конференции «Четвертичная геология и первобытная археология Южной Сибири» (1986).
Скончался 29 ноября 1996 года в Москве. Похоронен на Востряковском кладбище.

## Семья
Жена — Камшилина, Евгения Матвеевна (1919—2013) — геолог, работала Институте геологии рудных месторождений, петрографии, минералогии и геохимии АН СССР (ИГЕМ РАН), ветеран войны.
- Сын — Сергей (род. 1950)
- Дочь — Камшилина, Людмила Семёновна (род. 1956) — врач, кандидат медицинских наук[7].

## Награды и премии
- 1948 — Медаль «В память 800-летия Москвы»
- 1955 — Медаль «За трудовое отличие»
- 1970 — Медаль «В ознаменование 100-летия со дня рождения Владимира Ильича Ленина», за доблестный труд.

## Членство в организациях
- КПСС (c 1964)
- Комиссия по изучению четвертичного периода
- Международный союз по изучению четвертичного периода

## Память
- В 2020 году в Красноярске прошло Международное геолого-археологическое совещание (симпозиум) «Геология палеолита Северной Азии: к столетию со дня рождения С. М. Цейтлина».